# Anthony Turner
Pour les articles homonymes, voir Turner.
Anthony Turner, né vers 1628 dans le Leicestershire et mort (exécuté) le 20 juin 1679 à Tyburn est un prêtre jésuite anglais. Mort martyr sous le règne de Charles II victime de l'hystérie anti-catholique qui sévit en Angleterre et en Écosse entre les années 1678 et 1681. 

## Biographie
Fils de Toby Turner, un prêtre anglican il fréquenta l'école d'Uppingham dans le comté de Rutland avant de poursuivre des études supérieures au collège Peterhouse de l'Université de Cambridge. C'est à cette occasion, et dans des circonstances inconnues qu'il se convertit au catholicisme. Désirant devenir prêtre catholique il part secrètement pour le continent. On le retrouve à Rome en octobre 1658 inscrit au collège anglais de la ville. Dans cette ville il se serait alors rapproché des jésuites. Il est admis dans l'Ordre et est envoyé au collège de saint-Ouen toujours tenu par les jésuites. Il est ordonné prêtre en 1569 et deux années plus tard retourne en Angleterre où il exerce son ministère dans le Worcestershire. Il devient en 1570 supérieur de la mission jésuite dans la région. 
Lorsque la persécution des catholiques redevient plus violente à partir de 1578 il est activement recherché. Il est soupçonné de faire partie du prétendu complot papiste visant à faire assassiner le roi. En janvier 1579 il cherche à trouver refuge auprès d'une ambassade étrangère à Londres dans l'espoir d'être exfiltré vers le continent. Il n'y réussit pas. Conscient qu'il ne peut échapper à l'arrestation il finit par se rendre lui-même aux autorités. Enfermé à la prison de Newgate il attend son procès qui débutera en juin de le même année. Avec lui sont jugés quatre autres jésuites Thomas Whitbread, John Fenwick, John Gavan et William Barrow pour le même supposé crime. Après un court procès il est condamné à mort. Le roi confirmera la sentence mais refusera qu'il soit exécuté selon le supplice réservé aux traîtres, à savoir pendaison, éviscération et écartèlement. Il est pendus avec ses quatre autres compagnons d'infortune.   

## Vénération
Reconnu comme un martyr catholique, il est béatifié en 15 décembre 1929 par le pape Pie XI. Vénéré par l'Église catholique il est fêté le 20 juin et est compté dans la liste des Cent sept martyrs d'Angleterre et du pays de Galles,. 